# IJmuiden

Położenie miasta na mapie gminy Velsen

Ĳmuiden – miasto w północnej Holandii, w prowincji Holandia Północna, w gminie Velsen. Jest ważnym portem i leży około 17 km na północ od Haarlem. Stanowi główne miasto gminy. Populacja w 2005 roku wyniosła 28 600 osób.
Nietypowo zapisana nazwa rozpoczyna się charakterystycznym dla języka niderlandzkiego dwuznakiem – Ĳ, w którym obydwie jego litery pisze się jako wielkie.